# Kostinbrod (huyện)
Kostinbrod là một huyện thuộc tỉnh Sofia, Bungaria. Dân số thời điểm năm 2001 là 18015 người.